# İlham Tanui Özbilen
İlham Tanui Özbilen (* 5. März 1990 im Distrikt Keiyo als William Biwott Tanui) ist ein türkischer Leichtathlet kenianischer Herkunft, die im Mittel- und Langstreckenlauf an den Start geht und seit 2011 für die Türkei startberechtigt ist. 2012 wurde er in Istanbul Vizehallenweltmeister über 1500 Meter und 2013 und 2015 gewann er jeweils die Silbermedaille bei Halleneuropameisterschaften. Zudem ist er aktuell Inhaber der türkischen Landesrekorde über 800 und 1500 Meter.

## Karriere
Er begann mit einem ernsthaften Lauftraining im November 2006 in seinem letzten Jahr an der Simotwo High School in der Hoffnung, ein Stipendium für die Vereinigten Staaten zu erhalten. Obwohl dieses nicht zustande kam, sicherte ihm sein Vater zu, ihn für zwei Jahre bei dem Versuch zu unterstützen, ein professioneller Läufer zu werden. In seiner ersten internationalen Saison 2009 stellte er am 3. Juli mit 3:49,29 min einen Juniorenweltrekord im Meilenlauf auf und verbesserte sich über 1500 Meter auf 3:31,70 min. Am 4. September 2009 war er Teil eines kenianischen Quartetts (Tanui, Gideon Gathimba, Geoffrey Kipkoech Rono, Augustine Kiprono Choge), das in Brüssel mit 14:36,23 min den 32 Jahre alten Weltrekord der Deutschen Karl Fleschen, Thomas Wessinghage, Harald Hudak und Michael Lederer im 4-mal-1500-Meter-Staffellauf brach. Zudem siegte er in 3:35,04 min beim IAAF World Athletics Final in Thessaloniki über 1500 Meter. Im Juni 2011 nahm er die türkische Staatsangehörigkeit an. Bei seinem ersten Start für sein neues Heimatland gewann er bei den Hallenweltmeisterschaften 2012 in Istanbul in 3:45,35 min die Silbermedaille über 1500 Meter hinter dem Marokkaner Abdalaati Iguider. Im Juli belegte er bei den Europameisterschaften in Helsinki in 3:46,85 min den sechsten Platz, ehe er bei den Olympischen Sommerspielen in London mit 3:36,72 min im Finale auf den achten Platz gelangte. 
2013 gewann er bei den Halleneuropameisterschaften in Göteborg in 3:37,22 min die Silbermedaille über 1500 Meter hinter dem Franzosen Mahiedine Mekhissi und im Juni siegte er bei den Mittelmeerspielen in Mersin in 3:35,09 min über 1500 Meter sowie in 1:44,00 min auch im 800-Meter-Lauf. Daraufhin schied er bei den Weltmeisterschaften in Moskau mit 3:37,05 min im Halbfinale über 1500 Meter aus und siegte anschließend in 3:36,69 min über 1500 Meter bei den Islamic Solidarity Games in Palembang und gewann dort in 1:45,65 min die Silbermedaille über 800 Meter hinter dem Katarer Musaeb Abdulrahman Balla. Zudem sicherte er sich mit der türkischen 4-mal-400-Meter-Staffel in 3:06,43 min die Silbermedaille hinter dem saudi-arabischen Team. Im Jahr darauf siegte er in 3:41,97 min über 1500 Meter bei den Balkan-Hallenmeisterschaften in Istanbul und belegte dann bei den Hallenweltmeisterschaften in Sopot in 3:39,10 min den vierten Platz. Im Sommer kam er bei den Europameisterschaften in Zürich mit 3:40,09 min nicht über die Vorrunde hinaus und schied auch im Staffelbewerb mit 3:07,68 min im Vorlauf aus. 2015 gewann er bei den Halleneuropameisterschaften in Prag in 3:37,74 min die Silbermedaille über 1500 Meter hinter dem Tschechen Jakub Holuša und im Juli wurde er bei der Bauhaus-Galan in Stockholm in 3:34,40 min Dritter. Anschließend schied er bei den Weltmeisterschaften in Peking mit 3:45,70 min im Semifinale aus. Im Jahr darauf nahm er erneut an den Olympischen Sommerspielen in Rio de Janeiro teil und schied dort mit 3:49,02 min in der ersten Runde aus.
2018 gelangte er bei den Mittelmeerspielen in Tarragona mit 3:48,27 min auf den elften Platz über 1500 Meter und seit 2022 fokussiert er sich primär auf den Straßenlauf. 2024 gelangte er bei den Europameisterschaften in Rom mit 1:04:42 h auf den 35. Platz im Halbmarathon und im Jahr darauf wurde er bei den erstmals ausgetragenen Straßenlauf-Europameisterschaften 2025 in Löwen in 2:10:26 h Sechster über die volle Marathondistanz. Zudem sicherte er sich dort in der Teamwertung die Bronzemedaille hinter den Teams aus Israel und Belgien.
2023 wurde Özbilen türkischer Meister im Halbmarathon. 

## Persönliche Bestzeiten
- 800 Meter: 1:44,00 min, 29. Juni 2013 in Mersin (türkischer Rekord)
  - 800 Meter (Halle): 1:48,93 min, 20. Februar 2014 in Istanbul
- 1000 Meter: 2:15,08 min, 17. Juni 2014 in Ostrava (türkischer Rekord)
  - 1000 Meter (Halle): 2:15,96 min, 20. Februar 2014 in Istanbul (türkischer Rekord)
- 1500 Meter: 3:31,30 min, 19. Juli 2013 in Monaco (türkischer Rekord)
  - 1500 Meter (Halle): 3:34,76 min, 12. Februar 2012 in Karlsruhe (türkischer Rekord)
- Meile: 3:49,29 min, 3. Juli 2009 in Oslo
- 3000 Meter: 7:56,30 min, 17. Juni 2017 in Šamorín
  - 3000 Meter (Halle): 7:50,61 min, 18. Februar 2012 in Istanbul
- Halbmarathon: 1:04:21 min, 30. April 2023 in Istanbul
- Marathon: 2:08:36 h, 15. Dezember 2024 in Mersin